# فرانکی فردریکس
فرانکی فردریکس یا فرانک فردریکس (به انگلیسی: Frankie (Frank) Fredericks) (زادهٔ ۲ اکتبر ۱۹۶۷) دوندهٔ دوهای سرعت اهل نامیبیا است. وی چهار مدال نقرهٔ المپیک در دوهای ۱۰۰ متر و ۲۰۰ متر را به‌دست آورده و نخستین و تابه امروز تنها ورزشکار نامیبیایی است که موفق به کسب مدال در المپیک شده‌است. فردریکس در رقابت‌های معتبری همچون قهرمانی جهان، قهرمانی داخل سالن جهان، بازی‌های آفریقایی و بازی‌های کشورهای مشترک‌المنافع نیز موفق به کسب مدال طلا شده‌است. وی همچنین رکورد دو ۲۰۰ متر داخل سالن دنیا را با زمان ۱۹٫۹۲ ثانیه در اختیار دارد.
فردریکس نخستین دونده با تبار غرب آفریقایی است که ۱۰۰ متر را زیر ۱۰ ثانیه دویده‌است. فردریکس ۲۴ بار ۲۰۰ متر را زیر ۲۰ ثانیه، و ۲۷ بار ۱۰۰ متر را زیر ۱۰ ثانیه دویده‌است. وی از سال ۲۰۱۲ به عضویت کمیتهٔ بین‌المللی المپیک انتخاب شده‌است.
فردریکس در المپیک آتلانتا با بدشانسی تمام از دستیابی به مدال طلا بازماند و مثل المپیک قبلی در هر دو رشتهٔ ۱۰۰ متر و ۲۰۰ متر به مدال نقره رسید. وی در دو ۱۰۰ متر با رکورد ۹٫۸۹ ثانیه مغلوب دنوان بیلی کانادایی شد که رکورد جهانی جدیدی را به میزان ۹٫۸۴ ثانیه ثبت کرد و در دو ۲۰۰ متر با زمان ۱۹٫۶۸ ثانیه پس از مایکل جانسون آمریکایی به مقام دوم رسید؛ رکوردی که در آن زمان سومین رکورد برتر تاریخ محسوب می‌شد (دو رکوردِ برتر ازآنِ مایکل جانسون بود) و اکنون نیز سومین رکورد غیربرندهٔ دو ۲۰۰ متر محسوب می‌شود.
فردریکس در روز ۲ اکتبر ۱۹۶۷ در ویندهوک، پایتخت آفریقای جنوب غربی به دنیا آمده و کنار مادرش بزرگ شد. وی پس از پایان تحصیلات در شرکت Rossing Uranium به‌عنوان وابستهٔ تجاری و بازاریابی مشغول به کار شد و در سال ۱۹۸۷ برای تحصیل در رشتهٔ علوم کامپیوتر به آمریکا رفته و مدرک کارشناسی ارشد خود را در رشتهٔ مدیریت بازرگانی دریافت کرده‌است. وی در آمریکا ۳ بار قهرمانی دانشجویان آمریکا را کسب کرده و در سال ۱۹۹۰، در پی استقلال کشورش از آفریقای جنوبی با نام نامیبیا، تصمیم گرفت برای نامیبیا مسابقه بدهد و در اولین سال حضورش در قهرمانی جهان در دو ۲۰۰ متر، پس از مایکل جانسون دوم و در ۱۰۰ متر پنجم شد.

## رکوردهای شخصی
- دو ۱۰۰ متر: ۹٫۸۶ (۱۹۹۶ لوزان، باد ۰٫۴-)
- دو ۲۰۰ متر: ۱۹٫۶۸ (۱۹۹۶ آتلانتا، باد ۰٫۴+)
- دو ۴۰۰ متر: ۴۶٫۲۸ (۱۹۸۹)

داخل سالن
- دو ۶۰ متر: ۶٫۵۱ (۱۹۹۳ تورنتو)
- دو ۲۰۰ متر: ۱۹٫۹۲ (۱۹۹۹ لیون)
- دو ۳۰۰ متر: ۳۲٫۳۶ (۲۰۰۳ کارلسروهه)
- پرش طول: ۷٫۵۷ متر (۱۹۹۱ کلرادو اسپرینگز)